# Partido de la Sierra en Tobalina
Partido de la Sierra en Tobalina è un comune spagnolo di 92 abitanti situato nella comunità autonoma di Castiglia e León.

## Località
Il comune comprende le seguenti località:
- Cubilla
- Ranera
- Valderrama (capoluogo)